# Saint-Cyr-les-Colons
Saint-Cyr-les-Colons è un comune francese di 426 abitanti situato nel dipartimento della Yonne nella regione della Borgogna-Franca Contea.

## Società

### Evoluzione demografica
Abitanti censiti